# 히젠아사히역
히젠아사히역(일본어: 肥前旭駅)은 일본 사가현 도스시에 있는 규슈 여객철도 가고시마 본선의 역이다.

## 역 구조 및 승강장
상대식 승강장 2면 2선을 가지는 지상역. 서로의 승강장은 과선교로 연락하고 있다. 하행 방향으로 향해서 오른쪽에 역사가 있다.
규슈 교통기획이 역 업무를 행하는 업무 위탁역으로, 마르스가 없지만 POS 단말이 설치되어 있다. 자동 개찰기를 갖춰, 와이와이 카드, SUGOCA의 이용이 가능하다. SUGOCA는, 카드 발매는 행하지 않지만, 현금만 취급을 행한다.
| 1 | ■ 가고시마 본선 | (하행) | 구루메 · 오무타 방면 |
| 1 | ■ 규다이 본선   |        | 히타 방면            |
| 2 | ■ 가고시마 본선 | (상행) | 하카타 · 고쿠라 방면 |

## 이용 현황
| 1일 평균 승강객 수 | 1일 평균 승강객 수 | 1일 평균 승강객 수 |
| 연도               | 승차 인원          | 승강 인원          |
| ------------------ | ------------------ | ------------------ |
| 1998               | 564                | 1,143              |
| 1999               | 553                | 1,107              |
| 2000               | 561                | 1,117              |
| 2001               | 534                | 1,084              |
| 2002               | 518                | 1,045              |
| 2003               | 512                | 1,032              |
| 2004               | 503                | 1,008              |
| 2005               | 528                | 1,057              |
| 2006               | 553                | 1,114              |
| 2007               | 571                | 1,140              |
| 2008               | 606                | 1,218              |
| 2009               | 601                | 1,206              |

## 역 주변
역 주변은 국도나 주요 지방도로부터 멀리 떨어져 있기 때문에 대규모적 상업시설도 없어, 논밭이 퍼져 있지만, 후쿠오카시나 구루메시에 가깝기 때문에, 최근 몇 년에는 새로운 주택의 건설이 진행되어 베드 타운화가 진행되고 있다.

## 역사
- 1928년 12월 23일 : 아사히 신호장으로서 철도성이 개업.
- 1934년 6월 7일 : 역으로 승격해, 히젠아사히역으로 개업.
- 1984년 2월 1일 : 무인화 (그 후, 역 담당자 재배치).
- 1987년 4월 1일 : 일본국유철도 분할 민영화에 의해 규슈 여객철도가 승계.
- 2009년 3월 1일 : IC카드 SUGOCA의 사용을 개시.

## 인접 역
| 가고시마 본선    | 가고시마 본선                   | 가고시마 본선        |
| ---------------- | ------------------------------- | -------------------- |
| 도스 모지코 방면 | ■ 쾌속 '구마모토 라이너' ■ 보통 | 구루메 가고시마 방면 |